# دم‌شمشیری سبز
دم‌شمشیری سبز (نام علمی: Xiphophorus hellerii) نام یک گونه از تیره رنگین‌ماهیان است. این گونه در آب‌های آمریکای شمالی و مرکزی زندگی می‌کند. جنس نر تا ۱۴ و جنس ماده تا ۱۶ سانتی‌متر رشد می‌کند. ماهی دم‌شمشیری سبز در سال ۱۸۴۸ (میلادی) توسط یوهان یاکوب هکل توصیف علمی گردید.